# Kenji Tokitsu
 (septembre 2022).
Kenji Tokitsu (時津賢児, 1er août 1947 -), pratiquant d'arts martiaux et chercheur, est le créateur de l'Académie d'arts martiaux Tokitsu-Ryu. Né au Japon, diplômé de l'université Hitotsubashi, il se rend en France pour poursuivre ses études et s'y installer en 1971. Initié au Karaté Shotokan, il finira par s'en éloigner pour rechercher sa propre voie en étudiant les anciens katas d'Okinawa, le Kung Fu, le Taichi chuan, le Kendo, ainsi que différentes méthodes de santé. Le Tokitsu-Ryu est la somme et la synthèse personnelle de ses recherches martiales qui veulent allier l'efficacité du combat et la quête d'un équilibre harmonieux chez l'être humain. Kenji Tokitsu est en outre un universitaire reconnu dans le domaine des arts martiaux : sa traduction du Traité des cinq roues (Go rin no sho) de Musashi Miyamoto et ses ouvrages sur le Karaté sont considérés comme des références.[réf. souhaitée]

## Biographie
Kenji Tokitsu est né en 1947 à Yamaguchi au Japon. Il commence sa pratique du karaté en entrant au lycée puis continue assidûment à l’Université Hirotsubashi de Tokyo, parallèlement à ses études. En 1971, il quitte le Japon pour Paris, où il poursuit sa pratique du karaté et où il obtiendra, à l’Université de Paris, des doctorats en sociologie et en civilisation orientale. En 1983, il fonde l’école Shaolin-mon en mettant en cause les styles de karaté moderne dont il étudie les origines. Il examine notamment leur histoire et leur transmission, et découvre entre autres les filiations des écoles Shaolin. [réf. souhaitée]
Il continue ensuite ses recherches en associant le principe du sabre japonais, les arts martiaux japonais et chinois et la méthode d’énergie. Ainsi en 1997, il refonde l’école dont le nom devient Jisei-do : méthode de formation de soi par la pratique du budo.[réf. souhaitée]

## Vidéographie
- L'énergie des Arts Martiaux avec le Jisei-do, Vol. 1, série "Trésors du Japon", 2006 (DVD)
- L'énergie des Arts Martiaux avec le Jisei-do, Vol. 2, série "Trésors du Japon", 2006 (DVD)